# ブラウアー・ポルトギーザー
ブラウアー・ポルトギーザー（Blauer Portugieser、ブラウアー・ポルチュギーザーとも）は、赤ワイン用ブドウ品種である。

## 概要

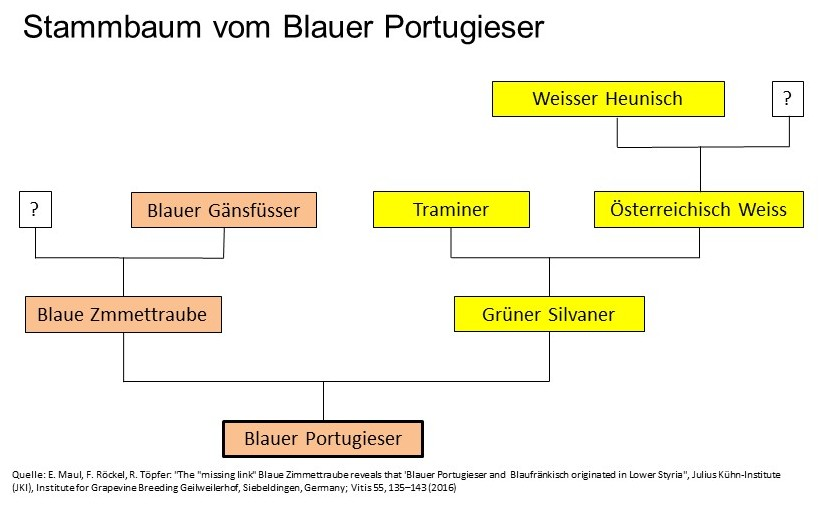
交配図

中欧における赤ワイン用葡萄の主力品種の一つである。1772年にヨハン・フォン・フリースがポルトからオーストリアのバート・フェスラウに持ち込んだものが定着したものとされている。しかし近年の遺伝学的研究によりシュタイエルスカ地方が原産であるとされている。
ドイツ、オーストリアにおいては長く主力品種であったが、ドイツではドルンフェルダー、オーストリアではツヴァイゲルトへの品種転換が進み、作付面積を減らしつつある。

## ワインの特徴
タンニン含有量が多く美しい赤色ながら、柔らかい風味のワインに仕上がるが、長期熟成されたエグリビカベールではブラウフレンキッシュやメドックノワール、カダルカ等とブレンドして作られている。2000年代以降はロゼワインにも仕立てられている。また突然変異の白品種グリューナー・ポルトギーザーがある。